# Bokermannohyla nanuzae
Bokermannohyla nanuzae är en groddjursart som först beskrevs av Werner C.A. Bokermann och Sazima 1973.  Bokermannohyla nanuzae ingår i släktet Bokermannohyla och familjen lövgrodor. IUCN kategoriserar arten globalt som livskraftig. Inga underarter finns listade.